# Hiérocles (geógrafo)
Hiérocles (em grego: Ἱεροκλῆς; romaniz.: Hierokles) foi um geógrafo e/ou gramático bizantino do século VI a quem é atribuída a autoria da obra Sinecdemo (em latim: Synecdemus ou Synekdemos; em grego: Συνέκδημος), a qual contém uma tabela com as divisões administrativas do Império Bizantino e enumera as cidades de cada uma delas. A obra é datada do reinado de Justiniano (r. 527–565), mas é anterior a 535, pois divide as 912 cidades mencionadas do império em 64 eparquias.
O Sinecdemo é um dos documentos mais valiosos que se conhece para o estudo da geografia política do Oriente no século VI. A obra de Hiérocles, juntamente com a de Estêvão de Bizâncio, foi a principal fonte da obra Sobre os Temas (em latim: De Thematibus), de Constantino VII (r. 913–959), sobre os temas (subdivisões administrativas e militares do Império Bizantino).
A obra de Hiérocles foi publicada em Berlim em 1866 por Gustav Parthey (Hieroclis Synecdemus); posteriormente foi publicada  pela Bibliotheca Teubneriana uma edição com o texto corrigido por A. Burckhardt (Hieroclis Synecdemus; Lípsia, 1893). A publicação mais recente conhecida é de E. Honigmann (Le Synekdèmos d'Hiéroklès et l'opuscule géographique de Georges de Chypre; Bruxelas, 1939).